# Industristad
En industristad är en stad med en stor andel produktion inom industrisektorn. Se även industrisamhälle.

## Typiska industristäder

### Sverige
Typiska industristäder Mall:Vad avses idag eller historiskt
i Sverige är[källa behövs]
- Sundsvall, Västernorrlands län
- Borås, Västra Götalands län
- Eskilstuna, Södermanlands län
- Kiruna, Norrbottens län
- Mölndal, Västra Götalands län
- Norrköping, Östergötlands län
- Sandviken, Gävleborgs län
- Skellefteå, Västerbottens län
- Södertälje, Stockholms län
- Trollhättan, Västra Götalands län
- Västerås, Västmanlands län

Samt till viss del även
- Göteborg, Västra Götalands län
- Malmö, Skåne län

Både Malmö och Göteborg har många arbetarstadsdelar. I stora städer har dessa stadsdelar ibland gentrifierats, såsom Möllevången i Malmö, Majorna i Göteborg och Södermalm i Stockholm.
1942 tyckte Bertil Traneus att de tio främsta svenska industristäderna var Stockholm, Göteborg, Malmö, Borås, Norrköping, Eskilstuna, Örebro, Helsingborg, Västerås och Gävle.
Landskrona var 1960 Sveriges tredje största industristad 